# 1. Amateurliga Württemberg 1951/52
Die 1. Amateurliga Württemberg 1951/52 war die zweite Saison der 1. Amateurliga im Fußball in Württemberg. Der Vorjahresabsteiger Union Böckingen gewann die Meisterschaft mit sechs Punkten Vorsprung vor dem VfR Schwenningen und schaffte damit den direkten Wiederaufstieg in die II. Division. Schwenningen nahm an der Deutschen Amateurmeisterschaft teil und wurde nach einem 5:2 im Endspiel gegen den Cronenberger SC Deutscher Amateurmeister.
Die SpVgg Trossingen und der SV 03 Tübingen stiegen direkt in die 2. Amateurliga ab. Den letzten Absteiger ermittelten die punktgleichen Mannschaften FV Zuffenhausen, SG Untertürkheim und Sportfreunde Stuttgart in zwei Entscheidungsspielen. Nachdem der FV Zuffenhausen beide Spiele verloren hatte, musste er ebenfalls absteigen.
Aus der 2. Amateurliga stiegen der SC Geislingen und Vorjahresabsteiger FV Kornwestheim auf, welche sich in einer Aufstiegsrunde der Meister durchsetzten.

## Abschlusstabelle
| Pl. | Verein                 | Sp. | Tore  | Punkte |
| --- | ---------------------- | --- | ----- | ------ |
| 01. | Union Böckingen (A)    | 32  | 78:40 | 47:17  |
| 02. | VfR Schwenningen       | 32  | 89:52 | 41:23  |
| 03. | VfL Kirchheim/Teck     | 32  | 70:45 | 40:24  |
| 04. | Normannia Gmünd        | 32  | 59:47 | 38:26  |
| 05. | VfL Sindelfingen       | 32  | 79:58 | 35:29  |
| 06. | FV Ebingen             | 32  | 68:54 | 35:29  |
| 07. | FC Eislingen           | 32  | 54:53 | 35:29  |
| 08. | VfR Heilbronn (N)      | 32  | 65:61 | 34:30  |
| 09. | SpVgg Feuerbach        | 32  | 48:70 | 32:32  |
| 10. | SC Stuttgart           | 32  | 46:49 | 28:36  |
| 11. | SC Schwenningen (N)    | 32  | 51:68 | 28:36  |
| 12. | VfB Friedrichshafen    | 32  | 42:64 | 28:36  |
| 13. | FV Zuffenhausen        | 32  | 66:63 | 27:37  |
| 14. | SG Untertürkheim       | 32  | 50:61 | 27:37  |
| 15. | Sportfreunde Stuttgart | 32  | 50:63 | 27:37  |
| 16. | SV 03 Tübingen (A)     | 32  | 50:70 | 26:38  |
| 17. | SpVgg Trossingen       | 32  | 35:82 | 16:48  |

| (A) | Absteiger aus der 2. Oberliga Süd 1950/51  |
| (N) | Aufsteiger aus den 2. Amateurligen 1950/51 |

### Entscheidungsspiele um den Abstieg
|                        | Ergebnis  |                        |
| ---------------------- | --------- | ---------------------- |
| SG Untertürkheim       | 3:2       | FV Zuffenhausen        |
| Sportfreunde Stuttgart | 4:2 n. V. | FV Zuffenhausen        |
| SG Untertürkheim       | 1         | Sportfreunde Stuttgart |

| Pl. | Verein                 | Sp. | S | U | N | Tore    | Quote | Punkte |
| --- | ---------------------- | --- | - | - | - | ------- | ----- | ------ |
| 1.  | Sportfreunde Stuttgart | 1   | 1 | 0 | 0 | 004:200 | 2,00  | 02:0   |
| 2.  | SG Untertürkheim       | 1   | 1 | 0 | 0 | 003:200 | 1,50  | 02:0   |
| 3.  | FV Zuffenhausen        | 2   | 0 | 0 | 2 | 004:700 | 0,57  | 0:40   |